# Ahmad Shamlou

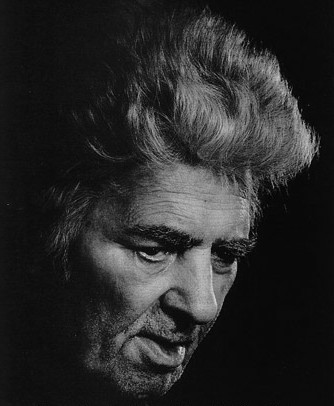
Ahmad Shamlou

Ahmad Shamlou, ou ainda Bamdad (احمد شاملو em Persa), (Teerã, Irã, 12 de dezembro de 1925 - 24 de julho de 2000), foi um poeta e jornalista iraniano.

## Vida
Foi um poeta, escritor e jornalista iraniano. Shamlou foi sem dúvida o poeta mais influente do Irã moderno. Sua poesia inicial foi influenciada por e na tradição de Nima Youshij. Na verdade, Abdolali Dastgheib, crítico literário iraniano, argumenta que Shamlou é um dos pioneiros da poesia persa moderna e teve a maior influência, depois de Nima, sobre os poetas iranianos de sua época. A poesia de Shamlou é complexa, mas suas imagens, que contribuem significativamente para a intensidade de seus poemas, são acessíveis. Como base, ele usa imagens tradicionais conhecidas de seu público iraniano por meio de obras de mestres persas como Hafez e Omar Khayyám. Para infraestrutura e impacto, ele usa um tipo de imagem cotidiana em que elementos oximorônicos personificados são pontuados com uma combinação irreal do abstrato e do concreto até agora sem precedentes na poesia persa, o que angustiou alguns dos admiradores da poesia mais tradicional.
Shamlou traduziu extensivamente do francês para o persa e suas próprias obras também foram traduzidas para várias línguas. Ele também escreveu uma série de peças, editou as obras dos principais poetas persas clássicos, especialmente Hafez. Seu Ketab-e Koucheh (O Livro do Beco), de treze volumes, é uma contribuição importante para a compreensão das crenças e da linguagem do folclore iraniano. Ele também escreveu ficção e roteiros, contribuindo para a literatura infantil e jornalismo.

## Livros (títulos em inglês)
- The Forgotten Songs (1947)
- The Verdict (1951)
- Poems of Iron and Feelings (1953)
- Fresh Air (1957)
- The Mirror Orchard (1960)
- Ayda in the Mirror (1964)
- Moments and Forever (1964)
- Ayda: Tree, Dagger, Remembrance (1965)
- Phoenix in the Rain (1966)
- Blossoming in the Mist (1970)
- Abraham in the Fire (1973)
- The Doors and the Great Wall of China (1973)
- Of Airs and Mirrors (1974)
- Poniard on the Plate (1977)
- Little Rhapsodizes of Exile (1979–1980)
- Unrewarded Eulogies (1992)
- The Cul-de-Sac and the Tigers in Love (1998)
- The Tale of Mahan's Restlessness (2000)
- The Book of Alley (1978–present)

## Livros traduzidos

### Tradução em inglês
- Self-Portrait in Bloom,[7] hybrid memoir by Niloufar Talebi (l'Aleph, 2019), includes translations of 30 works. ISBN 9789176375631
- Born Upon the Dark Spear,[8] edited and translated by Jason Bahbak Mohaghegh (Contra Mundum Press, 2015) ISBN 9781940625164
- The Love Poems of Ahmad Shamlu,[9] edited and translated by Firoozeh Papan-Matin, and Arthur Lane (IBEX Publications, 2005) ISBN 9781588140371

### Na tradução em francês
- Châmlou, Ahmad. Choix de poèmes, tr. Ahmad Kamyabi Mask. Paris: A. Kamyabi Mask, 2000. ISBN 9782910337070
- S̆āmlū, Aḥmad. Hymnes d'amour et d'espoir. tr. Parviz Khazrai. Orphée, La Différence, 1994.
- Shamlou, Ahmad. "Hurle-moi", tr. Sylvie Mochiri Miller. L'Harmattan, collection Iran en Transition, 2021 ISBN 9782343221908